# Cyclopogon fuscofloralis
Cyclopogon fuscofloralis är en orkidéart som först beskrevs av Dariusz Lucjan Szlachetko, och fick sitt nu gällande namn av Germán Carnevali och Gustavo Adolfo Romero. Cyclopogon fuscofloralis ingår i släktet Cyclopogon, och familjen orkidéer. Inga underarter finns listade i Catalogue of Life.